# Carlos del Cerro Grande

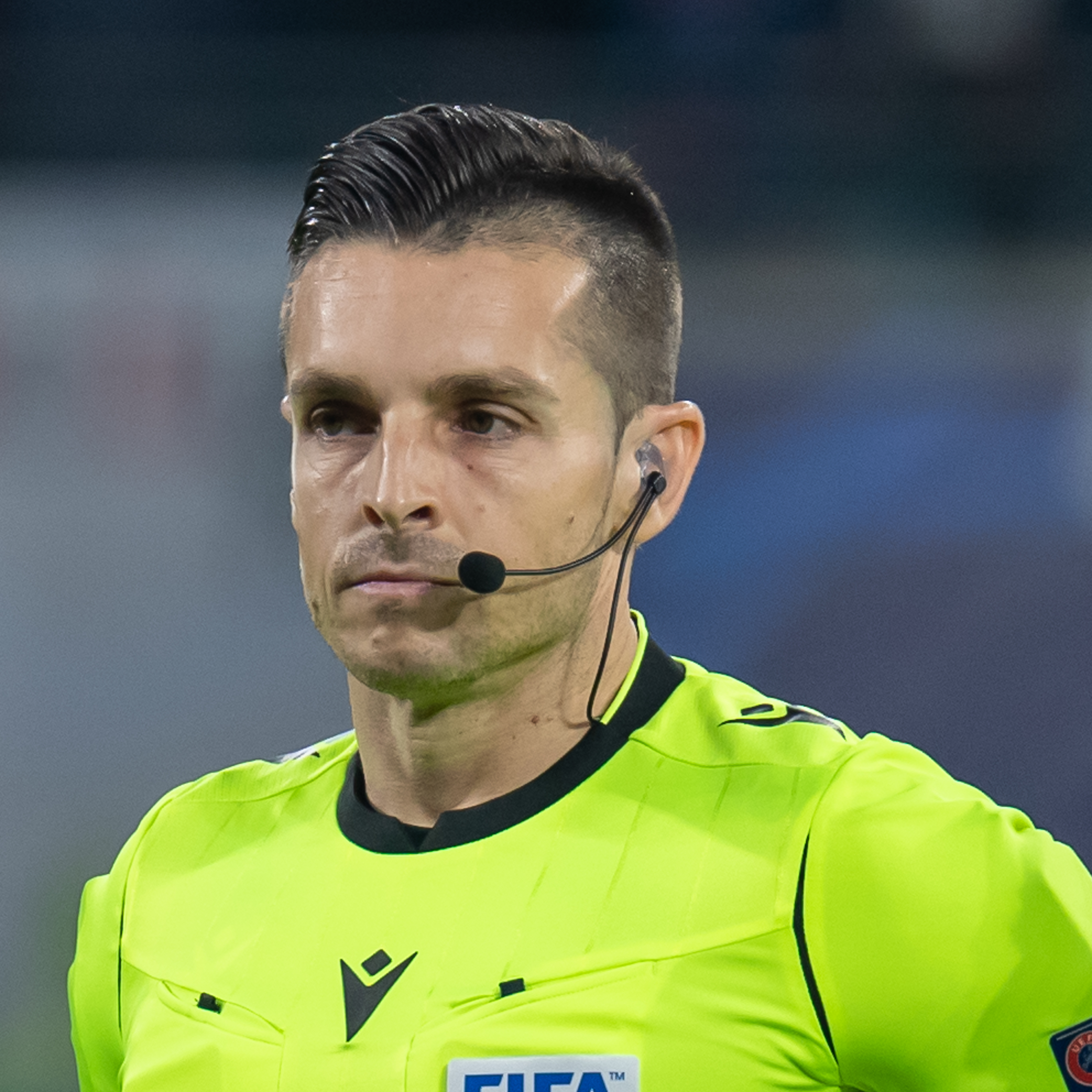
Carlos del Cerro Grande (2020)

Carlos del Cerro Grande (* 13. März 1976 in Alcalá de Henares, Madrid) ist ein ehemaliger spanischer Fußballschiedsrichter.

## Werdegang
Ab der Saison 2011/12 leitete del Cerro Grande Ligaspiele in der spanischen Primera División.
Seit 2013 stand er auf der Liste der FIFA-Schiedsrichter. Bis zur Saison 2022/23 zählte er zur Gruppe der UEFA-Elite-Schiedsrichter. Das erste internationale Spiel leitete er am 26. Mai 2013 im Rahmen der U19-EM-Qualifikation zwischen den U-19-Nationalmannschaften von Schottland und Georgien.
Am 22. Mai 2016 leitete er das Finale der Copa del Rey 2015/16 zwischen dem FC Barcelona und dem FC Sevilla (2:0).
Bei der Europameisterschaft 2016 war er Torschiedsrichter im Team von Carlos Velasco Carballo und wurde auch als 4. Offizieller bei anderen Spielen eingesetzt.
Seit der Saison 2016/17 leitet er als Schiedsrichter Partien in der UEFA Europa League und seit der Saison 2018/19 Partien in der UEFA Champions League.
Am 12. August 2018 war er Schiedsrichter der Supercopa de España 2018 zwischen dem FC Barcelona und dem FC Sevilla (2:1).
Bei der Frauen-Weltmeisterschaft 2019 wurde er als Video-Assistent (VAR) bei neun Partien eingesetzt, darunter einem Halbfinale. Auch beim olympischen Fußballturnier 2024 amtiert er in dieser Funktion.
Im April 2021 wurde er neben Antonio Mateu Lahoz als einer von zwei spanischen Schiedsrichtern für die Europameisterschaft 2021 nominiert. Als Assistenten begleiteten ihn Juan Yuste Jiménez und Roberto Alonso Fernández.
Nach dem Ende der Saison 2022/23 beendete er altersbedingt seine internationale Schiedsrichterkarriere, bleibt aber als Video-Assistent Teil der FIFA-Liste.

## Einsätze bei der Fußball-Europameisterschaft 2021
| Phase        | Datum         | Spielort | Heimmannschaft | Gastmannschaft | Ergebnis  |
| ------------ | ------------- | -------- | -------------- | -------------- | --------- |
| Gruppenphase | 15. Juni 2021 | München  | Frankreich     | Deutschland    | 1:0 (1:0) |
| Gruppenphase | 18. Juni 2021 | Glasgow  | Kroatien       | Tschechien     | 1:1 (0:1) |